# Сен-Жангульф
Сен-Жангу́льф (фр. Saint-Gengoulph) — коммуна во Франции, находится в регионе Пикардия. Департамент коммуны — Эна. Входит в состав кантона Виллер-Котре. Округ коммуны — Шато-Тьерри.
Код INSEE коммуны — 02679.

## Население
Население коммуны на 2010 год составляло 149 человек.
| 1962 | 1968 | 1975 | 1982 | 1990 | 1999 | 2010 |
| ---- | ---- | ---- | ---- | ---- | ---- | ---- |
| 139  | 128  | 108  | 92   | 83   | 141  | 149  |

## Экономика
В 2010 году среди 100 человек трудоспособного возраста (15—64 лет) 76 были экономически активными, 24 — неактивными (показатель активности — 76,0 %, в 1999 году было 74,1 %). Из 76 активных жителей работали 73 человека (44 мужчины и 29 женщин), безработных было 3 (0 мужчин и 3 женщины). Среди 24 неактивных 9 человек были учениками или студентами, 5 — пенсионерами, 10 были неактивными по другим причинам.